# Mathilde Schlegel

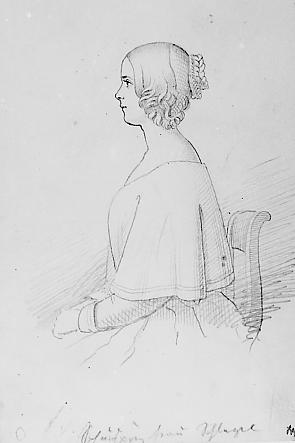
Mathilde Schlegel, Zeichnung von Julius Geißler

Mathilde Schlegel (geborene Mathilde Brandes; * 1. Mai 1825 in Hannover; † 7. Februar 1848 in Dresden) war eine deutsche Theaterschauspielerin.

## Leben
Die 1825 in der Residenzstadt des Königreichs Hannover geborene Mathilde Brandes war „früh zur Jungfrau gereift“ und wurde schon im Alter von 16 Lebensjahren Anfang der 1840er Jahre Mitglied der hannoverschen Hofbühne im Schlossopernhaus. Nur zwei Jahre später heiratete die Jugendliche den in Hannover sehr beliebten Hofschauspieler August Wilhelm Schlegel (* 1810).
Laut dem Adreßbuch der königlichen Residenzstadt Hannover von 1842 wohnte Mathilde Brandes noch in der Leinstraße 849, August Wilhelm Schlegel aber in der Burgstraße 1009.
Bald darauf bekamen die Schlegels zwei Kinder, doch mit den beruflichen Stellungen in Hannover war das Ehepaar unzufrieden. Daher nahm Mathilde Schlegel um 1846 ein Engagement in Detmold bei der fürstlichen Hofbühne an. Hierfür ließ sie zunächst ihre beiden Kinder und ihren Ehemann zurück, der aufgrund vertraglicher Verpflichtungen erst später nachziehen wollte.
In ihrer kurzen Zeit in Detmold war Mathilde Schlegel in ständiger Sorge um ihre Familie. Kurz nach seinem Fortgang aus Hannover kam zwar auch Schlegels Ehemann zur Bühne nach Detmold, doch eine Zungenlähmung machte ihm die weitere Ausübung seines Berufes unmöglich. Nun musste die Schauspielerin ihren kranken Mann pflegen, konnte ihre beiden Kinder jedoch nicht nachholen. Diese blieben bei ihren Eltern, wohin bald auch Schlegels Ehemann zurückkehrte.
Ein unbefristetes Engagement als Königlich Sächsische Hofschauspielerin am Hoftheater in Dresden, in das die junge Frau am 1. Juli 1847 eintrat, linderte zwar die finanziellen Nöte Schlegels, die mit ihrem Einkommen für die abwesende Familie aufkam und auch ihre eigenen Eltern unterstützte. Doch Arbeit, dauernde Sorgen und die alltäglichen Herausforderungen des Lebens machten der jungen Alleinverdienerin mehr und mehr zu schaffen. Nach einer Probe von Shakespeares Komödie Ein Sommernachtstraum am 27. Januar 1848 fühlte sich Mathilde Schlegel zunächst nur unwohl, am Folgetag schon krank. Trotz ärztlicher Bemühungen starb die Hofschauspielerin – „ihr gramzerrissenes Herz gebrochen“ – im Alter von 22 Jahren am 7. Februar 1848.
Am 10. Februar 1848 wurde Schlegels blumengeschmückter Sarg von den Mitgliedern des Königlichen Hoftheaters zum Dresdner Neuen Annenkirchhof begleitet. Dort wurde der Trauerzug vom Königlichen Theaterchor empfangen. Anschließend hielt der Diakon Ernst Heinrich Pfeilschmidt die Trauerrede, trug der Dramaturg der Hofbühne Karl Gutzkow ein selbst verfasstes Abschiedsgedicht vor. Beide Texte mit einem Nachruf erschienen kurz darauf als eigenständige Publikation unter dem Titel Erinnerung an Mathilde Schlegel, königlich sächsische Hofschauspielerin bei der Teubnerschen Buchdruckerei.
Der poetische Nachruf Gutzkows wurde zudem in das Tagebuch des Königlich Sächsischen Hoftheaters aufgenommen.

## Rollen und Darstellungen
Das Dresdner Tageblatt schrieb am Tag nach der Beerdigung Schlegels über die jung Verstorbene: „Ihre künstlerische Darstellung hielt sich in den bescheidenen Grenzen anmuthiger Weiblichkeit. Besonders gelang ihr im Schauspiel die gedrückte, seelenvolle Empfindung, im Lustspiel harmlos naive Kindlichkeit. Ihr ‚Gretchen Lieblich‘ in den ‚Schwestern‘ war unstreitig ihre gelungenste Rolle. Sie spielte sie mit einer zum Herzen gehenden Innigkeit und voll liebenswürdigen Humors. Ihre letzte Rolle war Therese in ‚Stille Wasser sind tief‘.“